# Liste von Freizeitparks in Deutschland
Die Liste von Freizeitparks in Deutschland nennt Freizeit- und Themenparks in Deutschland sortiert nach Gründungsjahr. 

## Liste bestehender Freizeitparks
| Freizeitpark                                            | Platz                    | Bundesländer        | Gründungsjahr | Bild |
| ------------------------------------------------------- | ------------------------ | ------------------- | ------------- | ---- |
| Erlebnispark Tripsdrill                                 | Cleebronn                | Baden-Württemberg   | 1929          |      |
| Jaderpark                                               | Jaderberg                | Niedersachsen       | 1950          |      |
| Märchengarten im Blühenden Barock                       | Ludwigsburg              | Baden-Württemberg   | 1959          |      |
| Panorama-Park Sauerland Wildpark                        | Kirchhundem              | Nordrhein-Westfalen | 1963          |      |
| Eifelpark                                               | Gondorf                  | Rheinland-Pfalz     | 1964          |      |
| Erlebnispark Ziegenhagen                                | Witzenhausen             | Hessen              | 1964          |      |
| Taunus Wunderland                                       | Schlangenbad             | Hessen              | 1966          |      |
| Phantasialand                                           | Brühl                    | Nordrhein-Westfalen | 1967          |      |
| Freizeitpark Ruhpolding                                 | Ruhpolding               | Bayern              | 1967          |      |
| Freizeit-Land Geiselwind                                | Geiselwind               | Bayern              | 1969          |      |
| Potts Park                                              | Minden                   | Nordrhein-Westfalen | 1969          |      |
| Safariland Stukenbrock                                  | Schloß Holte-Stukenbrock | Nordrhein-Westfalen | 1969          |      |
| Freizeitpark Lochmühle                                  | Wehrheim                 | Hessen              | 1970          |      |
| Wild- und Freizeitpark Klotten                          | Klotten                  | Rheinland-Pfalz     | 1970          |      |
| Ferienzentrum Schloss Dankern                           | Haren                    | Niedersachsen       | 1971          |      |
| Churpfalzpark Loifling                                  | Loifling                 | Bayern              | 1971          |      |
| Plopsaland Deutschland (bis 2025: Holiday Park)         | Haßloch                  | Rheinland-Pfalz     | 1971          |      |
| Magic Park Verden                                       | Verden                   | Niedersachsen       | 1971          |      |
| Fort Fun Abenteuerland                                  | Bestwig                  | Nordrhein-Westfalen | 1972          |      |
| Schwabenpark                                            | Kaisersbach              | Baden-Württemberg   | 1972          |      |
| Rasti-Land                                              | Salzhemmendorf           | Niedersachsen       | 1973          |      |
| Steinwasen-Park                                         | Oberried                 | Baden-Württemberg   | 1974          |      |
| Europa-Park                                             | Rust                     | Baden-Württemberg   | 1975          |      |
| Erlebnispark Schloss Thurn                              | Heroldsbach              | Bayern              | 1975          |      |
| Erse Park                                               | Uetze                    | Niedersachsen       | 1976          |      |
| Hansa-Park (bis 1987: Hansaland)                        | Sierksdorf               | Schleswig-Holstein  | 1977          |      |
| Heide Park Resort                                       | Soltau                   | Niedersachsen       | 1978          |      |
| Affen- und Vogelpark Eckenhagen                         | Eckenhagen               | Nordrhein-Westfalen | 1981          |      |
| Bayern-Park                                             | Reisbach                 | Bayern              | 1985          |      |
| Familienpark Funtastico                                 | Schieder                 | Nordrhein-Westfalen | 1991          |      |
| Playmobil FunPark                                       | Zirndorf                 | Bayern              | 1991          |      |
| Familienpark Herne                                      | Herne                    | Nordrhein-Westfalen | 1994          |      |
| Erlebnispark Steinau                                    | Steinau an der Straße    | Hessen              | 1994          |      |
| Wunderland Kalkar                                       | Kalkar                   | Nordrhein-Westfalen | 1995          |      |
| Freizeitpark Plohn                                      | Lengenfeld               | Sachsen             | 1996          |      |
| Movie Park Germany (bis 2004: Warner Bros. Movie World) | Bottrop                  | Nordrhein-Westfalen | 1996          |      |
| Erlebnispark Voglsam                                    | Schönau                  | Bayern              | 1997          |      |
| Ravensburger Spieleland                                 | Meckenbeuren             | Baden-Württemberg   | 1998          |      |
| Irrland                                                 | Twisteden                | Nordrhein-Westfalen | 1999          |      |
| Funny-World                                             | Kappel-Grafenhausen      | Baden-Württemberg   | 1999          |      |
| Skyline Park                                            | Rammingen                | Bayern              | 1999          |      |
| Legoland Deutschland                                    | Günzburg                 | Bayern              | 2002          |      |
| Belantis                                                | Leipzig                  | Sachsen             | 2003          |      |
| Elbe-Freizeitland Königstein                            | Königstein               | Sachsen             | 2007          |      |